# Au (astronomski katalog)
Popis novih maglica (eng. List of New Nebulae, kratica prema imenu autora Au) je katalog maglica koji je sastavio astronom Arthur Auwers. Objavio ga je 1862. godine. Sadrži 50 objekata.

## Poveznice
- Katalozi objekata dubokog svemira